# (1190) Пелагея
(1190) Пелагея (лат. Pelagia) — астероид из группы главного пояса. Был открыт 20 сентября 1930 года в Симеизской обсерватории советским астрономом Григорием Неуйминым. Назван в честь Пелагеи Фёдоровны Шайн, первой женщины-астронома, открывшей малую планету, — (1112) Полония.